# ما بين لقاء وفراق
مابين لقاء وفراق (بالإنجليزية: Hello, Goodbye, and Everything in Between)‏ هو فيلم درامي رومانسي أمريكي لعام 2022، من إخراج مايكل لوين، ومن سيناريو وتأليف إيمي ريد وبين يورك جونز، استنادًا إلى رواية تحمل نفس الاسم بقلم جنيفر إي سميث، تم إصدار الفيلم من قبل نتفليكس في 6 يوليو 2022.

## روابط خارجية
- ما بين لقاء وفراق على موقع IMDb (الإنجليزية)
- ما بين لقاء وفراق على موقع نتفليكس (الإنجليزية)
- ما بين لقاء وفراق على موقع فيلمافينيتي (الإسبانية)
- ما بين لقاء وفراق على موقع قاعدة بيانات الفيلم (الإنجليزية)
- ما بين لقاء وفراق على موقع ليتربوكسد (الإنجليزية)
- ما بين لقاء وفراق على موقع كينوبويسك (الروسية)